# Amyops gigas
Amyops gigas är en fjärilsart som beskrevs av William Lucas Distant 1899. Amyops gigas ingår i släktet Amyops och familjen tandspinnare. Inga underarter finns listade i Catalogue of Life.